# 姆納古爾
33°6′48″N 6°24′20″E / 33.11333°N 6.40556°E

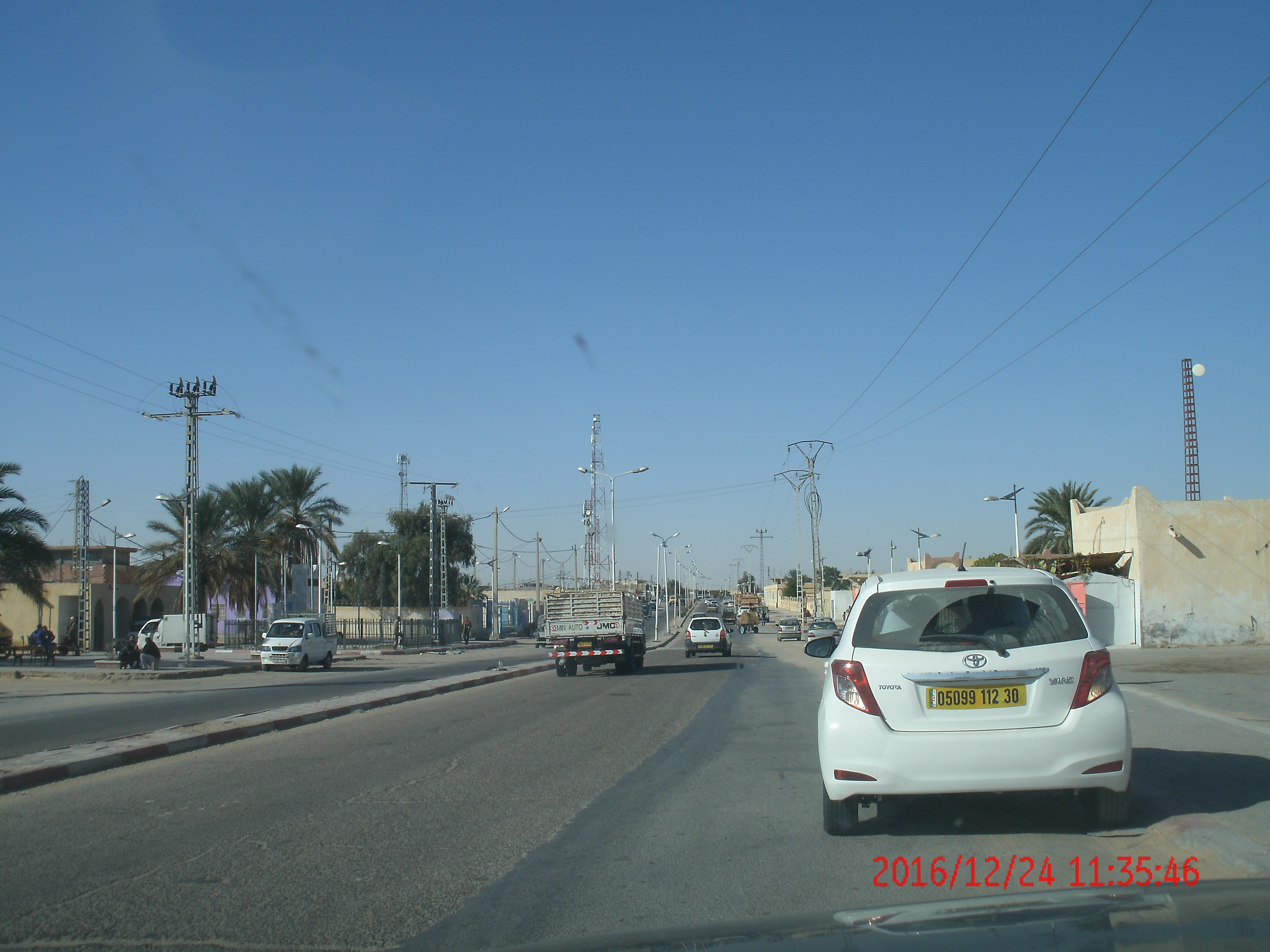
姆納古爾

姆納古爾（阿拉伯语：‎），是阿爾及利亞的城鎮，位於該國東部瓦爾格拉省，由泰拜特區負責管轄，面積8,892平方公里，海拔高度98米，2008年人口14,179，人口密度每平方公里2人。